# Lepanthes versicolor
Lepanthes versicolor là một loài thực vật có hoa trong họ Lan. Loài này được Luer & R.Vásquez mô tả khoa học đầu tiên năm 1984.